# Shonai観光

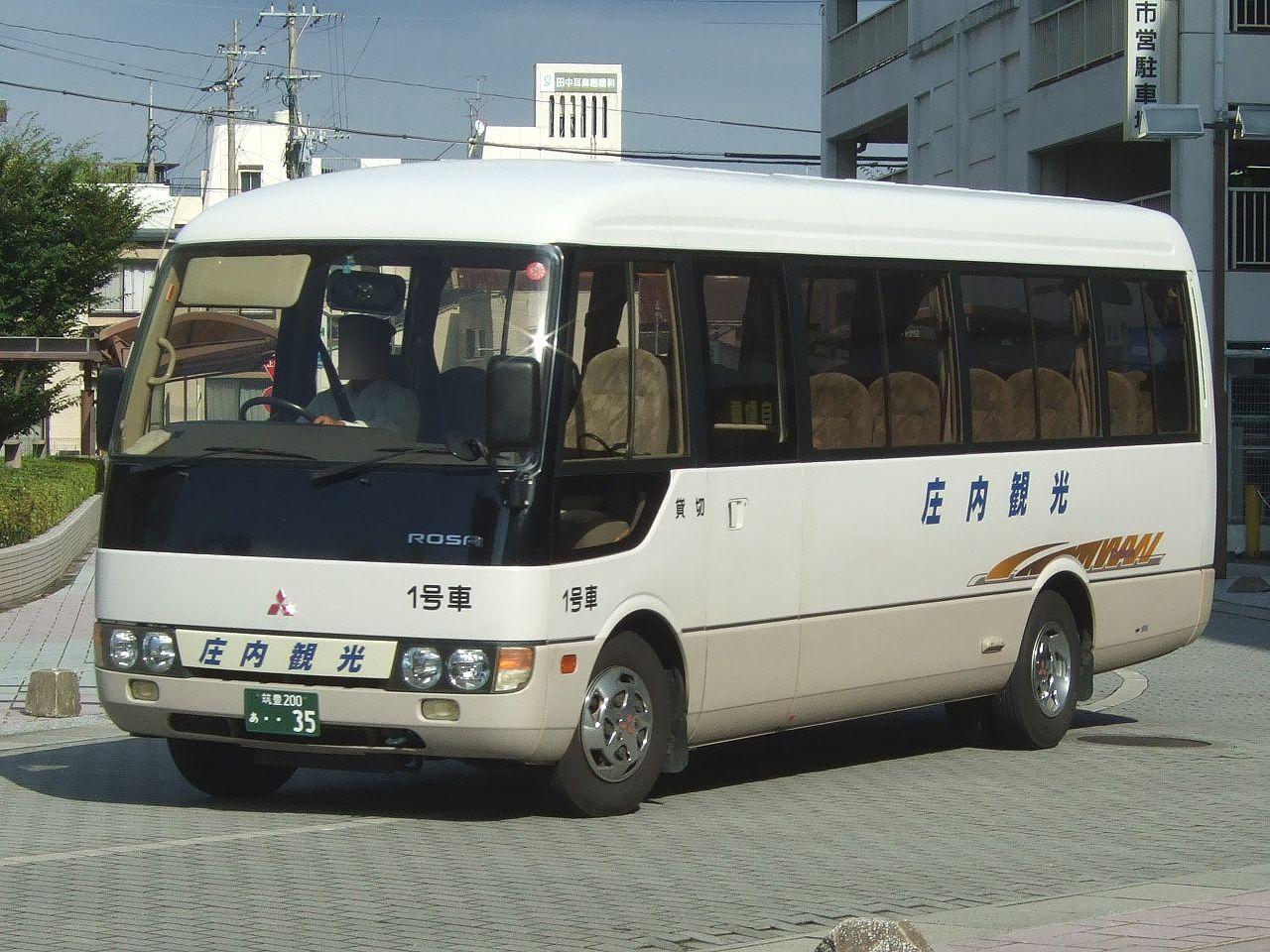
貸切バス車両。飯塚市コミュニティバスにも使用される

有限会社Shonai観光（しょうないかんこう）は、福岡県飯塚市に本社を置くタクシー・バス事業者である。

## タクシー
「庄内タクシー」の名でタクシー事業を行っている。

## バス
「庄内観光バス」の名でバス事業を行っている。貸切バス事業のほか、飯塚市コミュニティバスの一部路線の運行を受託している。

## グループ会社
- 有限会社Gallop Land - キャンピングカーレンタル業